# Кам'яне дерево
Кам'яне дерево — ботанічна пам'ятка природи місцевого значення. Об'єкт розташований на території Черкаського району Черкаської області, сквер міста Чигирин.
Площа — 0,01 га, статус отриманий у 1972 році.